# Beau Mec
Beau Mec, född 3 april 2007, är en svensk varmblodig travhäst som tävlade mellan 2010 och 2019. Han tränades i slutet av karriären av Lars Wikström vid Bergsåker travbana och kördes då oftast av Ulf Ohlsson eller Carl Johan Jepson. Han tränades tidigare av Robert Bergh (2013–2015) och Timo Nurmos (2010–2013).
Beau Mec började tävla i maj 2010, och sprang under tävlingskarriären in 4,6 miljoner kronor på 100 starter varav 22 segrar, 10 andraplatser och 8 tredjeplatser. Han tog karriärens största seger i Svenskt Travderby (2011). Bland andra större segrar räknas Grand Prix du Conseil General de la Maye (2013), Prix Louis Baudron (2013), Scandal Plays Minne (2017), Assar Engbloms Lopp (2017) och Guldbjörken (2018). Han har även kommit på tredjeplats i H.K.H. Prins Daniels Lopp (2018) samt på femteplats i Olympiatravet (2018).